# Etmadpur
Etmadpur ist eine Kleinstadt im nordindischen Bundesstaat Uttar Pradesh.
Etmadpur liegt in der nordindischen Ebene im Distrikt Agra.
Die Stadt befindet sich 20 km ostnordöstlich der Distrikthauptstadt Agra an der nationalen Fernstraße NH 2 (Kanpur–Agra). Die Yamuna fließt 6 km südlich von Etmadpur in östlicher Richtung.
Etmadpur besitzt als Stadt den Status eines Nagar Palika Parishad. Die Stadt ist in 25 Wards gegliedert. Beim Zensus 2011 hatte Etmadpur 21.897 Einwohner.